# Mali Poganac
Mali Poganac je naselje u Hrvatskoj u sastavu općine Sokolovca. Nalazi se u Koprivničko-križevačkoj županiji. 

## Zemljopis
Jugozapadno su Stari Bošnjani, zapadno-sjeverozapadno je Rijeka Koprivnička, sjeverno je Veliki Botinovac, sjeveroistočno su Mali Botinovac, Prnjavor Lepavinski i Grdak, istočno je Sokolovac, jugoistočno su Mali Grabičani i Lepavina, južno je Donjara.

## Stanovništvo
| broj stanovnika | 80    | 75    | 102   | 149   | 154   | 169   | 190   | 223   | 171   | 190   | 194   | 169   | 164   | 159   | 142   | 141   | 131   |
|                 | 1857. | 1869. | 1880. | 1890. | 1900. | 1910. | 1921. | 1931. | 1948. | 1953. | 1961. | 1971. | 1981. | 1991. | 2001. | 2011. | 2021. |